# Gabriel Teixeira
Gabriel Teixeira Aragão, também conhecido como Biel Teixeira ou apenas Biel, (Maracanaú, 1 de abril de 2001) é um futebolista brasileiro que atua como ponta-esquerda. Atualmente joga no Atlético Mineiro, emprestado pelo Sporting.

## Carreira

### Início de carreira
Nascido em Maracanaú, Fortaleza, no estado do Ceará, Biel atuou pelo Brasília e pelo Bahia antes de ingressar nas categorias de base do Fluminense, aos 12 anos. Em 24 de dezembro de 2020, após atuar por empréstimo no ŠTK Šamorín e no Santo Ângelo, renovou seu contrato com o Fluminense até dezembro de 2023.

### Fluminense
Biel fez sua estreia pelo Tricolor em 4 de março de 2021, como titular, na derrota por 2 a 1, contra o Resende, pelo Campeonato Carioca. No dia 11 de março, ele renovou novamente seu contrato com o Flu até 2024.
Biel marcou seu primeiro gol pelo time principal em 25 de abril de 2021, anotando o quarto gol do Fluminense na vitória por 4 a 1 sobre o Madureira, no Maracanã.

#### Empréstimo ao Grêmio
Em 5 de abril de 2022, Biel foi anunciado no Grêmio, por empréstimo. Biel foi titular regularmente na campanha do Tricolor Gaúcho na Série B de 2022, ajudando o clube a conseguir o acesso para a primeira divisão do ano seguinte. Em novembro Biel deixou o clube.

### Bahia
Em 27 de dezembro de 2022, o Bahia anunciou a contratação de Gabriel Teixeira. O atacante teve seus direitos comprados pelo Tricolor Baiano junto ao Fluminense e assinou contrato até o fim de 2028. Ele marcou duas vezes e deu uma assistência em suas três primeiras partidas pelo clube, mas nunca conseguiu se firmar como titular indiscutível durante sua passagem pelo clube.

### Sporting
Em 3 de fevereiro de 2025, Biel se transferiu para o exterior pela primeira vez em sua carreira após ser anunciado pelo Sporting; ele assinou um contrato de quatro anos e meio com o clube. A transferência gira em torno de oito milhões de euros (R$ 48 milhões).

#### Empréstimo ao Atlético Mineiro
Em 24 de julho de 2025, o Atlético Mineiro anunciou a contratação de Gabriel Teixeira. O jogador chega por empréstimo válido por um ano. O contrato prevê uma obrigação de compra, ao final do vínculo, no valor de 7 milhões de euros (R$ 45,3 milhões), caso o atacante atinja metas estabelecidas em contrato. Biel fez sua estreia com a camisa do Galo no dia 27 de julho de 2025, entrando no lugar de Renzo Saravia aos 34 minutos do segundo tempo, na derrota por 1 a 0 contra o Flamengo, no Maracanã, válido pela 17ª rodada do Campeonato Brasileiro.

## Estatísticas da carreira
Atualizado até 4 de maio de 2025.
| Clube             | Temporada         | Liga              | Liga  | Liga | Campeonato estadual | Campeonato estadual | Copa  | Copa | Campeonatos continentais | Campeonatos continentais | Outros | Outros | Total | Total |
| Clube             | Temporada         | Divisão           | Jogos | Gols | Jogos               | Gols                | Jogos | Gols | Jogos                    | Gols                     | Jogos  | Gols   | Jogos | Gols  |
| ----------------- | ----------------- | ----------------- | ----- | ---- | ------------------- | ------------------- | ----- | ---- | ------------------------ | ------------------------ | ------ | ------ | ----- | ----- |
| Fluminense        | 2021              | Série A           | 15    | 1    | 15                  | 2                   | 5     | 1    | 9                        | 1                        | —      | —      | 44    | 5     |
| Fluminense        | 2022              | Série A           | 0     | 0    | 2                   | 0                   | 0     | 0    | 1                        | 0                        | —      | —      | 3     | 0     |
| Fluminense        | Total             | Total             | 15    | 1    | 17                  | 2                   | 5     | 1    | 10                       | 1                        | —      | —      | 47    | 5     |
| Grêmio            | 2022              | Série B           | 33    | 5    | —                   | —                   | —     | —    | —                        | —                        | —      | —      | 33    | 5     |
| Bahia             | 2023              | Série A           | 25    | 5    | 11                  | 3                   | 6     | 3    | —                        | —                        | 6      | 0      | 48    | 11    |
| Bahia             | 2024              | Série A           | 26    | 5    | 8                   | 1                   | 6     | 0    | —                        | —                        | 8      | 0      | 48    | 6     |
| Bahia             | 2025              | Série A           | 0     | 0    | 2                   | 0                   | 0     | 0    | 0                        | 0                        | 1      | 0      | 3     | 0     |
| Bahia             | Total             | Total             | 51    | 10   | 21                  | 4                   | 12    | 3    | 0                        | 0                        | 15     | 0      | 99    | 17    |
| Sporting          | 2024–25           | Primeira Liga     | 3     | 0    | —                   | —                   | 2     | 0    | 1                        | 0                        | —      | —      | 6     | 0     |
| Total na carreira | Total na carreira | Total na carreira | 102   | 16   | 38                  | 6                   | 19    | 4    | 11                       | 1                        | 15     | 0      | 185   | 27    |

1. 1 2  Partida(s) na Copa Libertadores
2. 1 2 3  Partidas(s) na Copa do Nordeste
3. ↑  Partida(s) na UEFA Champions League

## Títulos
Grêmio
- Recopa Gaúcha: 2022[15]

Bahia
- Campeonato Baiano: 2023[16]

Sporting CP
- Primeira Liga: 2024–25[17]
- Taça de Portugal: 2024–25[18]